# Dušik
Dušik je kemični element s simbolom N in atomskim številom 7. Prvič ga je leta 1772 odkril in izoliral škotski zdravnik Daniel Rutherford. Čeprav sta Carl Wilhelm Scheele in Henry Cavendish to storila neodvisno približno istočasno, je Rutherford na splošno zasluži medaljo, ker je bilo njegovo delo objavljeno najprej. Ime nitrogène je leta 1790 predlagal francoski kemik Jean-Antoine-Claude Chaptal, ko je bilo ugotovljeno, da je dušik prisoten v dušikovi kislini in nitratih. Antoine Lavoisier je namesto tega predlagal ime azote iz starogrško ἀζωτικός  "brez življenja", saj gre za dušljiv plin; nastopa tudi v imenih nekaterih dušikovih spojin, kot so hidrazin, azidi in azo spojine.
Dušik je najlažji član skupine 15 periodnega sistema. Je pogost element v vesolju, ocenjen na približno sedmo mesto v številčnosti v Rimski cesti in Osončju. Pri standardni temperaturi in tlaku, se dva atoma elementa vežeta v dvoatomski dušik (dinitrogen), plin brez barve in vonja s formulo N2.. Dušik v tej obliki predstavlja približno 78% zemeljske atmosfere, zaradi česar je najbolj razširjen nespojen element. Dušik se pojavlja v vseh organizmih, predvsem v aminokislinah (in s tem beljakovinah), v nukleinskih kislinah ( DNA in RNA) in v ATP, molekuli za prenos energije adenozin trifosfat. Človeško telo vsebuje približno 3 mas.% dušika, ki je četrti najbolj razširjen element v telesu za kisikom, ogljikom in vodikom. Dušikov cikel opisuje gibanje elementa iz zraka, v biosfero in organske spojine, nato pa nazaj v ozračje.
Številne industrijsko pomembne spojine, kot so amonijak, dušikova kislina, organski nitrati (pogonska goriva in eksplozivi ) in cianidi, vsebujejo dušik. Izredno močna trojna vez v elementarnem dušiku (N≡N), druga najmočnejša vez v kateri koli dvo-atomski molekuli razen ogljikovega monoksida (CO),  prevladuje v kemiji dušika. To organizmom in industriji povzroča težave pri pretvorbi N2 v uporabne spojine, hkrati pa pomeni, da izgorevanje, eksplozija ali razgradnja dušikovih spojin v dušikov plin sprošča velike količine pogosto koristne energije. Sintetično proizvedeni amonijak in nitrati so ključna industrijska gnojila, nitrati v gnojilih pa ključni krivci zaevtrofikacijo vodnih sistemov.
Poleg uporabe v gnojilih in kot zaloga energije je dušik najti v tako raznolikih organskih spojinah, kot je kevlar, ki se uporablja v tkaninah z visoko trdnostjo, in cianoakrilat, znan kot sekundno lepilo. Dušik je v vseh glavnih farmakoloških razredih zdravil, med drugim v antibiotikih. Številna zdravila posnemajo naravne signalne molekule, ki vsebujejo dušik: na primer organska nitrata nitroglicerin in nitroprusid nadzorujeta krvni tlak s presnavljanjem v dušikov oksid. Številne omembe vredne droge, ki vsebujejo dušik, kot so naravni kofein in morfij ali sintetični amfetamini, delujejo na receptorje živalskih nevrotransmiterjev.

## Zgodovina
Dušikove spojine imajo zelo dolgo zgodovino. Amonijev klorid je poznal že Herodot. Dobro jih je poznal tudi srednji vek. Alkimisti so dušikovo kislino poznali kot aqua fortis (močno vodo), pa tudi druge dušikove spojine, kot so amonijeve soli in nitratne soli. Mešanica t.i. solitrne in solne kisline je bila znana kot aqua regia (kraljevska voda), slavna zaradi svoje sposobnosti raztopiti tudi kralja kovin, zlato. 
Odkritje dušika pripisujejo škotskemu zdravniku Danielu Rutherfordu leta 1772, ki ga je imenoval škodljiv zrak.   Čeprav je ni prepoznal kot povsem drugačno kemično snov, jo je jasno ločil od "fiksnega zraka" Josepha Blacka ali ogljikovega dioksida.  Rutherfordu je bilo jasno, da gre za sestavino zraka, ki ne podpira zgorevanja, čeprav se ni zavedal, da gre za element. Dušik so približno ob istem času preučevali tudi Carl Wilhelm Scheele,  Henry Cavendish,  in Joseph Priestley,  ki sta ga označevala kot zgoreli zrak ali flogiziran zrak. Francoski kemik Antoine Lavoisier je plin iz dušika imenoval "mefitski zrak" ali azot iz grške besede άζωτικός (azotikos), "brez življenja", ker je večinoma inerten.   V ozračju čistega dušika so živali poginjale in plamen je ugasnil. Čeprav Lavoisierjev naziv v angleščini niso sprejeli, saj je bilo jasno, da so skoraj vsi plini (dejansko je edina izjema jasno kisik) mefitski, njegov pomen uporablja vrsta jezikov -francoščina, italijanščina, portugalščina, poljščina, ruščina, albanščina in ne nazadnje slovenščina. 
Angleško ime nitrogen (1794) izhaja iz francoskega nitrogèna, ki ga je leta 1790 skoval francoski kemik Jean-Antoine Chaptal (1756–1832),  ki je združil francoski nitrat ( kalijev nitrat, imenovan tudi salitra, baš soliter ) in francosko končnico -gène, "proizvaja", iz grščine -γενής (-genes, "rojen"). Chaptalov je s tem hotel poudariti, da je dušik bistveni del dušikove (solitrne) kisline, ki se dela iz solitra. V prejšnjih časih so niter napačno enačili z egiptovskim "natronom" ( natrijevim karbonatom) - v grščini se imenuje νίτρον (nitron) - ki kljub imenu z nitro/solitrom ni imel nič skupnega. 
Najzgodnejša vojaško, industrijsko in kmetijsko uporabljena dušikova spojina je bil soliter ( natrijev nitrat ali kalijev nitrat), predvsem v smodniku in kasneje kot gnojilo. Leta 1910 je Lord Rayleigh odkril, da je pri električnem praznjenju v dušikovem plinu nastajal "aktivni dušik", enoatomski alotrop dušika.  "Vrteči se oblak briljantno rumene svetlobe", ki ga je ustvaril njegov aparat, je reagiral z živim srebrom v eksploziven živosrebrni nitrid. 
Dolgo časa so bili viri dušikovih spojin omejeni. V naravi izvirajo bodisi iz biologije bodisi iz nahajališč nitratov, pridobljenih z reakcijami v ozračju. Fiksiranje dušika z industrijskimi procesi, kot sta procesa Frank-Caro (1895–1899) in Haber – Bosch (1908–1913), je zmanjšalo to pomanjkanje dušikovih spojin, tako da polovica svetovne proizvodnje hrane zdaj temelji na sintetičnih dušikovih gnojilih.  Hkrati je Ostwaldov postopek (1902) za proizvodnjo nitratov z industrijsko fiksacijo dušika omogočil obsežno industrijsko proizvodnjo nitratov kot surovine za proizvodnjo eksplozivov v svetovnih vojnah 20. stoletja. 

## Lastnosti
Atom dušika ima sedem elektronov. V osnovnem stanju so razporejeni v elektronski konfiguraciji 1s2
2s2
2p1
x2p1
y2p1
z.. Ima torej pet valentnih elektronov v 2s in 2p orbitali, od katerih so trije (p-elektroni) brez para. Med elementi ima eno od najvišjih elektronegativnosti (3,04 po Paulingovi lestvici), višjo imajo le klor (3,16), kisik (3,44) in fluor (3,98). (Lahki žlahtni plini, helij, neon in argon bi bili verjetno tudi bolj elektronegativni, dejansko po Allenovi lestvici. )  Po periodičnih trendih je njegov kovalentni polmer za enojno vez 71 pm manjši od vrednosti za bor (84 pm) in ogljik (76 pm), večji pa polmerov kisika (66 pm) in fluora (57 pm). Nitridni anion, N 3−, je z 146 pm veliko večji, podobno kot velja za aniona oksid (O 2− : 140 pm) in fluorid (F-: 133 pm). Prve tri ionizacijske energije dušika so 1.402, 2.856 in 4.577 MJ.mol−1, vsota četrtega in petega pa 16.920 MJ.mol -1. Zaradi teh zelo visokih vrednosti dušik ne pozna enostavne kationske kemije. 
V prvi vrstici p-bloka, zlasti pri dušiku, kisiku in fluoru, je pomanjkanje radialnih vozlišč v podlupini 2p neposredno odgovorno za številne anomalne lastnosti Podlupina 2p je zelo majhna in ima zelo podoben radij kot lupina 2s, kar olajšuje orbitalno hibridizacijo. Posledica so tudi zelo velike privlačne sile med jedrom in valenčnimi elektroni v 2s in 2p lupinah, kar je razlog za zelo visoke elektronegativnosti. Iz istega razloga je hipervalenca pri elementih 2p skoraj neznana, ker velika elektronegativnost otežuje majhnemu atomu dušika, da bi igral vlogo centralnega atoma z elektroni bogate tro-središčne vezi štirih elektronov - elektrone bi premočno privlačil nase. Kljub temu, da je dušik na čelu skupine 15 v periodnem sistemu, njegova kemija kaže velike razlike v primerjavi s kemijo fosforja, arzena, antimona in bizmuta. 
Dušik lahko koristno primerjamo z sosedoma levo in desno, ogljikom in kisikom ter vertikalnimi sosedi v stolpcu, ki nos njegovo ime, s fosforjem, arzenom, antimonom in bizmutom. Čeprav ima vsak element periode 2 od litija do kisika nekaj podobnosti z elementom periode 3 v naslednji skupini (od magnezija do klora; podobnosti, znane kot diagonalna razmerja ), njihova jakost od para bor-silicij dalje pade. Podobnosti dušika in žvepla so večinoma omejene na obročne spojine žveplovega nitrida, če sta oba elementa edina prisotna. 
Dušik nagnjenosti ogljika za ustvarjanje verig ne deli.Tako kot ogljik tudi dušik s kovinami tvori ionske ali kovinske spojine. Dušik z ogljikom tvori obsežen niz nitridov, med drugim spojine z verižnimi, grafitičnimi in fulerenskimi strukturami. 
Z visoko elektronegativnostjo in sočasno zmožnostjo vodikove vezi ter zmožnostjo tvoriti koordinacijske komplekse (z darovanjem svojih osamljenih parov elektronov) spominja na kisik. Obstaja nekaj vzporednic med kemijo amonijaka NH3 in vode H2O. Na primer, sposobnost obeh spojin, da se protonirata in tvorita NH4+ oziroma H3O+ ali pa deprotonirata, v NH2- in OH- - in vse to je mogoče izolirati v trdnih spojinah. 
Dušik deli z obema vodoravnima sosedoma nagnjenost tvoriti več vezi, običajno z ogljikovimi, kisikovimi ali drugimi dušikovimi atomi, s pπ – pπ interakcijami.  Tako se dušik na primer pojavlja kot dvoatomske molekule in ima zato zelo nižje tališče (-210 ° C) in vrelišče (-196 ° C) kot ostali del njegove skupine, ker molekule držijo skupaj le šibke van der Waalsove sile in je za nastanek znatnih trenutnih dipolov na razpolago zelo malo elektronov. To pri vertikalnih sosedih ni mogoče; tako dušikovi oksidi, nitriti, nitrati, nitro-, nitrozo-, azo- in diazo- spojine, azidi, cianati, tiocianati in imino- derivati ne najdejo posnemovalcev v fosforju, arzenu, antimonu ali bizmutu. Na enak način pa kompleksnost fosforjevih oksokislin ne najde odmeva pri dušiku. Ne glede na razlike dušik in fosfor tvorita obsežno družino medsebojnih spojin z verižno, obročasto in kletkasto strukturo. 

### Izotopi
Dušik ima dva stabilna izotopa : 14N in 15N. Prvi je veliko bolj pogost, saj predstavlja 99,634% naravnega dušika, drugi (ki je nekoliko težji) pa preostalih 0,366%. To vodi do atomske teže okoli 14.007 u.  Oba stabilna izotopa nastajata v ciklusu CNO v zvezdah, vendar je 14N pogostejši, saj je nevtronski zajem korak, ki hitrost omejuje. 14N je eden od petih stabilnih nenavadnih nuklidov (nuklid z neparnim številom protonov in nevtronov); preostali štirje so 2H, 6Li, 10B in 180mTa. 
Relativni delež 14N in 15N je v ozračju praktično konstanten, drugje pa se lahko spreminja zaradi naravne izotopske frakcije v okviru bioloških redoks reakcij in izhlapevanja naravnega amonijaka ali dušikove kisline.  Biološko mediirane reakcije (npr. asimilacija, nitrifikacija in denitrifikacija ) močno kontrolirajo dinamiko dušika v tleh. Te reakcije običajno privedejo do obogatitve podlage z 15N.  Razmerje 15N: 14N se običajno uporablja pri analizi stabilnih izotopov na področjih geokemije, hidrologije, paleoklimatologije in paleoceanografije.
Od desetih drugih sintetično proizvedenih izotopov od 12N do 23N ima 13N razpolovno dobo deset minut, preostali izotopi pa razpolovni čas nekaj sekund ( 16N in 17N) ali milisekund. Drugi izotopi dušika niso mogoči, saj bi izven kapljičnega modela in bi puščali proton ali nevtron. Glede na razlike v razpolovni dobi je 13N najpomembnejši dušikov radioizotop, ki je dovolj dolgoživ, da se ga uporablja v pozitronski emisijski tomografiji (PET), četudi je njegov razpolovni čas še vedno kratek, zato ga je treba proizvesti na kraju samem, na primer v ciklotronu s protonskim bombardiranjem 16O, kar daje 13N in delce alfa. 
Radioizotop 16N je prevladujoči radionuklid v hladilni tekočini reaktorjev pod pritiskom ali reaktorjev z vrelo vodo med normalnim delovanjem, zato je občutljiv in neposreden pokazatelj za netesna mesta. Nastane iz 16O (v vodi) z reakcijo (n, p), ko atom kisika zajame proton in odda nevtron. Ima kratko razpolovno dobo približno 7,1 s, vendar med razpadanjem nazaj na 16O tvori gama sevanje visoke energije (5 do 7 MeV).  Zaradi tega je treba med obratovanjem reaktorja s hlajenjem na vodo pod pritiskom treba omejiti dostop do cevovodov za primarno hladilno tekočino. 

## Kemija in spojine

### Alotropi
Atomski dušik, znan tudi kot aktivni dušik, je zelo reaktiven in je triradikalen s tremi neparjenimi elektroni. Prosti dušikovi atomi zlahka reagirajo z večino elementov in tvorijo nitride, in tudi če dva prosta dušikova atoma trčita in tvorita vzbujeno molekulo N2, lahko ob trku celo s tako stabilnimi molekulami, kot sta ogljikov dioksid in voda,sprostita toliko energije, da pride do homolitičnega razpada v radikale, kot so CO in O ali OH in H. Atomski dušik se pripravi s pomočjo električnega praznjenja skozi dušikov plin pri 0,1–2 mmHg, pri tem nastaja atomarni dušik in hkrati rumena emisija, ki počasi bledi nekaj minut dolgo tudi po koncu praznjenja. 
Glede na veliko reaktivnost atomskega dušika se elementarni dušik običajno pojavlja kot dvoatomski dušik, to je kot molekula N2. To je pri običajnih pogojih diamagnetni plin, brez barve, vonja in okusa: tali se pri -210 ° C in vre pri -196 ° C.  Dvoatomski dušik pri sobni temperaturi večinoma ne reagira, reagira pa s kovinskim litijem in nekaterimi kompleksi prehodnih kovin. To je posledica njegove vezi, ki je edinstvena za dvoatomne elemente pri standardnih pogojih, saj ima N≡N trojno vez. Trojne vezi imajo kratke dolžine (v tem primeru 109,76 pm) in visoke disociacijske energije ( 945,41 kJ / mol za N2). So torej zelo močne, kar pojasnjuje kemično inertnost dušika. 
Po nekaterih teoretičnih razmišljanjih naj bi možni tudi drugi dušikovi oligomeri in polimeri. Če bi jih bilo mogoče sintetizirati, bi šlo za snovi z zelo visoko gostoto energije, ki bi jih lahko uporabljali kot močne pogonske snovi ali eksplozive. 
Pri zračnem tlaku se molekulski dušik kondenzira ( utekočini ) pri 77 ° C K (-195,79 ° C ) in zamrzne pri 63 K (-210,01 ° C)  v beta heksagonalno tesno zapakirano (HCP) kristalno alotropno obliko. Pod 35.4 K (-237,6 ° C) dušik prevzame kubično kristalno alotropsko obliko (imenovano alfa faza).  Tekoči dušik, brezbarvna tekočina, ki na videz spominja na vodo, vendar z 80,8% gostote (gostota tekočega dušika pri vrelišču je 0,808 g / ml), se pogosto rabi kot kriogen.  Dušik v trdnem stanju ima številne kristalne oblike.Tudi pri nizkih temperaturah je trdni dušik dokaj hlapen in lahko sublimira v ozračje ali pa se kondenzira nazaj v dušikovo zmrzal. Je zelo mehak in šibek in se razliva v obliki ledenikov, na Tritonu se na območju polarne ledene kape dvigajo iz notranjosti gejziri dušikovega plina. 

## Navzočnost
Dušik je najpogostejši čisti element v zemlji in predstavlja 78,1% celotne prostornine ozračja.  Kljub temu v zemeljski skorji ni obilen, saj ga je le 19 dnm, enako kot elementov niobij, galij in litij. Edina pomembna dušikova minerala sta niter ( kalijev nitrat , soliter ) in sodaniter ( natrijev nitrat, čilski soliter). Od dvajsetih let dvajsetega stoletja dalje pa nista več pomembna vira za nitrate, ko je prišlo do odkritja sinteze amonijaka in dušikove kisline iz zraka. 
Dušikove spojine se nenehno izmenjujejo med ozračjem in živimi organizmi. Dušik je treba najprej predelati ali "fiksirati" v rastlinsko uporabno obliko, običajno v amonijak. Nekaj dušika se fiksira ob udarcih strele, ki ustvarjajo dušikove okside, večinoma pa dušik vežejo diazotrofne bakterije s pomočjo encimov, znanih kot nitrogenaze (čeprav je danes pomembna tudi industrijska vezava dušika v amonijak). V rastlinah zajeti amonijak se uporablja za sintezo beljakovin. Te rastline nato živali prebavijo in iz dušikovih spojin sintetizirajo lastne beljakovine in izločajo odpadke z vsebnostjo dušika. Končno ti organizmi umrejo in se razgradijo, pri čemer pridejo do bakterijske in okoljske oksidacije in denitrifikacije ter vrnejo prosti dušik v ozračje. Industrijska fiksacija dušika po Haberjevem postopku se večinoma uporablja za gnojila, čeprav odpadni ostanki, ko se izlužijo, zaradi dušika, ki ga vsebujejo, vodijo do evtrofikacije sladke vode in nastanka mrtvih con v morjih, saj rast bakterij, ki jo povzroča dušik, izčrpa kisik v vodi do take mere, da višji organizmi umrejo. Poleg tega dušikov oksid, ki pri tem nastaja, napada atmosferski ozonski plašč. 

## Proizvodnja
Dušik v plinastem stanju je industrijski plin, ki se pridobiva z delno destilacijo utekočinjenega zraka ali z mehanskimi sredstvi iz zraka v plinastem stanju (na primer prek membrane z obratno osmozo pod tlakom). Generatorji dušikovega plina, ki uporabljajo membrane ali adsorpcijo z nihajnim tlakom (PSA), so običajno stroškovno in energetsko učinkovitejši.  Komercialni dušik je pogosto stranski produkt pridobivanja kisika iz zraka za jeklarstvo in druge namene. Stisnjena v jeklenkah pogosto imenujejo dušik OFN (oxygen-free nitrogen -dušik brez kisika).  Komercialni dušik že vsebuje največ 20 ppm kisika in posebej prečiščene stopnje, ki vsebujejo največ 2dnm kisika in 10 Na voljo so tudi dnm argona. 
V kemičnem laboratoriju se dušik pridobiva z obdelavo amonijevega klorida v vodni raztopini z natrijevim nitritom. 
NH4Cl + NaN2 → N2 + NaCl + 2 H2O
V tej reakciji nastajajo tudi majhne količine nečistoč NO in HNO3.. Odstranimo jih lahko s prepuščanjem plina skozi vodno žveplovo kislino, ki vsebuje kalijev dikromat.  Zelo čist dušik se pridobiva s termično razgradnjo barijevega azida ali natrijevega azida. 

## Biološka vloga
Dušikove spojine, kot so amino- in nukleinske kisline, so ključni sestavni del vseh živih organizmov na Zemlji. Večina organizmov ne more absorbirati elementarnega dušika, ki je prisoten v ozračju, in lahko uporablja le reducirano (»fiksirano«) obliko. Nekaj reduciranega dušika pride do tal s padavinami, v obliki amonija in nitratov, pomembnejši vir za rastline pa so določene bakterije, ki so sposobne reducirati elementarni dušik z nitrogenaznimi encimi. Proces zahteva veliko energije in anoksične pogoje; mnogo vrst fiksacijskih bakterij živi v sožitju z rastlinami, ki jih hranijo v koreninskih nodulih in jih v zameno za reducirane dušikove spojine oskrbujejo s hranilnimi snovmi. Drug vir dušika za rastline so nitrati mineralnega izvora in tisti, ki se sprostijo v procesu dekompozicije organskih snovi. Živali dobijo dušikove spojine s hrano in jih v procesu prebave razgradijo do osnovnih gradbenih molekul.
Kroženje dušika v ekosistemu se zaključi s procesom denitrifikacije, v kateri oksidirajoče bakterije pretvorijo reducirane dušikove spojine nazaj v amonijak, s čimer pridobivajo energijo.